# Deutsches Kulturdorf Ueno

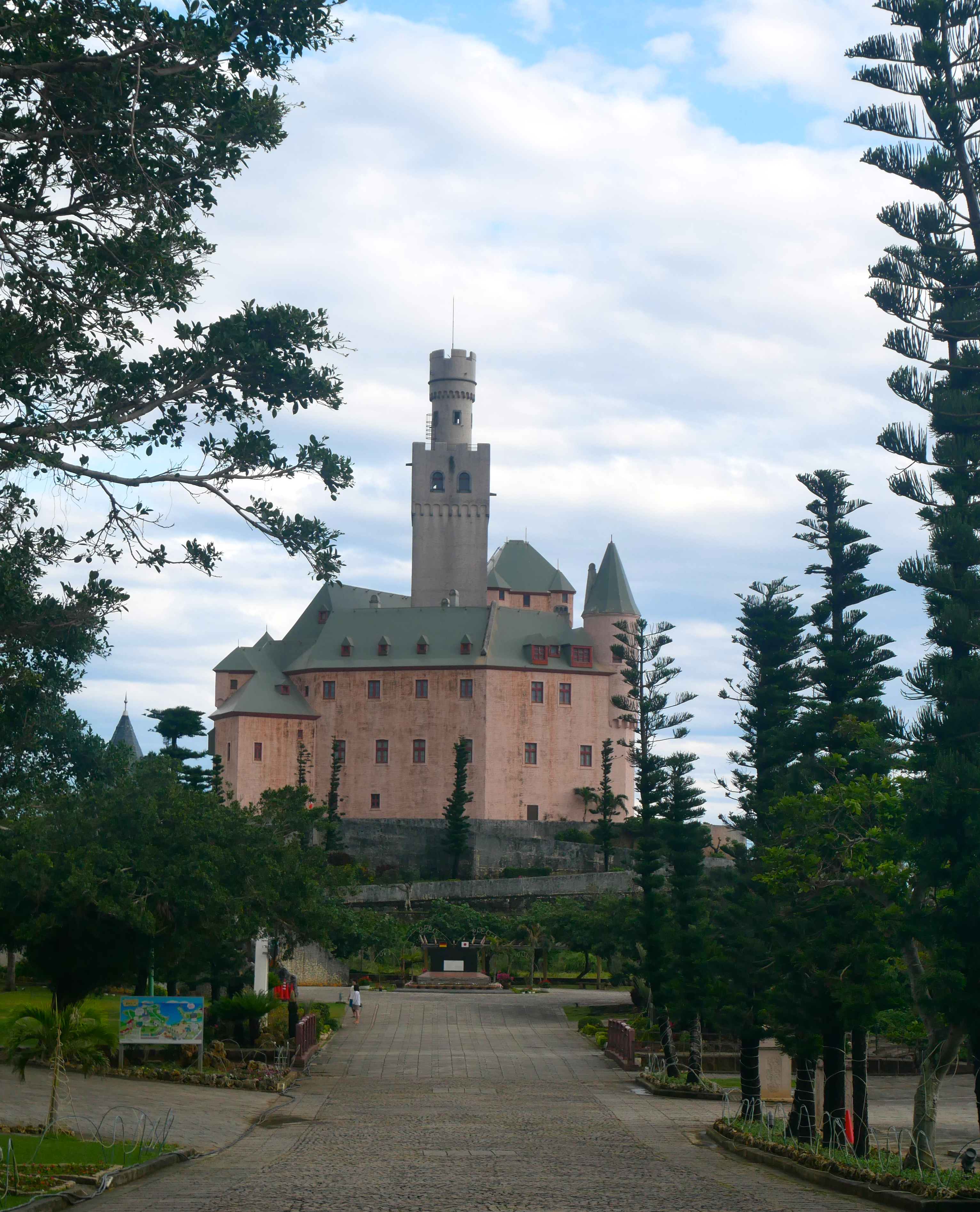
Deutsches Kulturdorf Ueno: Die Replik der Marksburg.

Das Deutsche Kulturdorf Ueno (うえのドイツ文化村 Ueno Doitsu Bunka Mura) ist ein Themenpark in Miyakojima auf der gleichnamigen Insel die zur Präfektur Okinawa gehört.

## Geschichte
Im Jahr 1873 erlitt der deutsche Schooner R. J. Robertson vor der Küste der Insel Miyako in der Nähe des heutigen Kulturdorfes Schiffbruch. Die Besatzung wurde von den Inselbewohnern gerettet und versorgt. Als Dank für die Freundlichkeit der Inselbewohner und als Vorwand mit deutschen Kriegsschiffen in ryukyuanische Gewässer einzulaufen, ließ Kaiser Wilhelm I im Jahr 1876 in der Stadt Hirara auf Miyako-jima ein Denkmal errichten, das in der Region als Denkmal des deutschen Kaisers oder als Freundschaftsdenkmal bekannt ist. Nach der Annexion des Ryukyu-Königreichs durch Japan nutzte Japan dieses Ereignis als Beweis für die Geschichte der Freundschaft zwischen Japan und Deutschland und errichtete 1936 ein zweites Denkmal in der Nähe des Wracks mit der Aufschrift 獨逸商船遭難之地 Doitsu shōsen sōnan no ji, deutsch ‚Ort, an dem ein deutsches Handelsschiff in Seenot geriet‘.
Mit dem Bau des Deutschen Kulturdorfes Ueno wurde 1987 an der Stelle des japanischen Denkmals begonnen. Der Park wurde 1993 teilweise eröffnet und 1996 feierlich eingeweiht. Am 21. Juli 2000 besuchte Bundeskanzler Gerhard Schröder den Park, bevor er am 26. G8-Gipfel in Okinawa teilnahm.

## Attraktionen

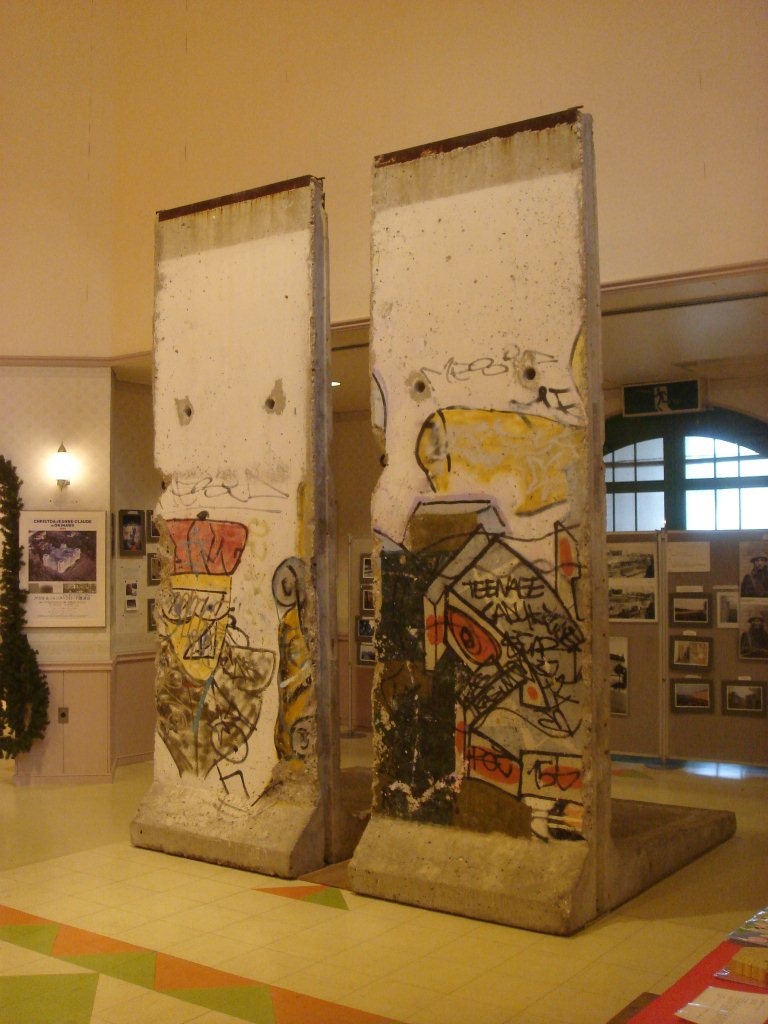
Stück der Berliner Mauer im „Museum of Philanthropy“

Den Mittelpunkt des Parks bildet eine Nachbildung der Marksburg, in der sich ein Museum befindet. Ein bemerkenswertes Exponat im Museum ist ein Stück der Berliner Mauer. Außerdem gibt es ein Restaurant, ein Hotel und eine Fahrt mit einem Glasbodenboot.